# Tatyana Pavlovna Ehrenfest
Tatyana Pavlovna Ehrenfest, após casar van Aardenne-Ehrenfest (Viena, 28 de outubro de 1905 — Dordrecht, 29 de novembro de 1984), foi uma matemática neerlandesa.
Nasceu em Viena, filha de Paul Ehrenfest e Tatyana Alexeyevna Afanasyeva. Passou a infância em São Petersburgo. Em 1912 a família mudou-se para Leiden, onde Paul Ehrenfest sucedeu Hendrik Lorentz como professor na Universidade de Leiden. 
Estudou matemática e física na Universidade de Leiden. Em 1928 foi para a Universidade de Göttingen, onde frequentou cursos de Harald Bohr e Max Born. Obteve um doutorado em 1931, na Universidade de Leiden, orientada por Willem van der Woude.
Com seu nome de casada, Tanja van Aardenne-Ehrenfest, é conhecida por suas cointribuições à sequência de Van der Corput e ao teorema BEST.